# Иванов, Михаил Михайлович (генерал СССР)
Михаи́л Миха́йлович Ивано́в (17 декабря 1894 года, дер. Бобровка, Калужская губерния — 15 сентября 1942, пос. Бор, Воронежская область) — советский военачальник, генерал-майор (1940).

## Биография
Михаил Михайлович Иванов родился 7 декабря 1894 года в деревне Бобровка ныне Малоярославецкого района Калужской области.
В Русскую армию Иванов был призван в 1914 году. В звании подпоручика принимал участие в боях на Северо-Западном фронте Первой мировой войны.
В 1918 году перешёл на сторону Красной Армии и в годы Гражданской войны воевал на Восточном и Южном фронтах в качестве командира стрелкового батальона, помощника командира стрелкового полка, помощника командира особого отряда и командира батальона.
С окончанием Гражданской войны Михаил Иванов работал на штабных должностях в штабе стрелковой дивизии, затем в Штабе РККА.
В 1927 году закончил подготовительные курсы при Военной академии имени М. В. Фрунзе (1927 год), а в 1932 году — оперативный факультет этой же академии, с окончанием которого был назначен на должность начальника штаба стрелковой дивизии.
По воспомининиям П. И. Батова был советником во время гражданской войны в Испании.
С окончанием в 1938 году Академии Генштаба работал начальником 10-го отдела Генштаба. 17 мая 1939 года Михаилу Михайловичу Иванову было присвоено звание «комбриг». С декабря 1939 года находился в распоряжении военного совета 13-й армии. Принимал участие в Советско-финской войне. С 6 марта по 11 апреля 1940 года командовал 3-м стрелковым корпусом. 7 апреля 1940 года награждён орденом Красного Знамени. 
4 июня 1940 года Михаилу Михайловичу Иванову было присвоено звание «генерал-майор». С июня 1940 года занимал должность помощником командира 30-го стрелкового корпуса, а с 17 января 1941 года — командиром 16-го стрелкового корпуса (11-я армия, Прибалтийский Особый военный округ). С началом Великой Отечественной войны корпус в составе 11-й армии Северо-Западного фронта принимал участие в приграничном сражении на Каунасско-Виленском направлении.
В начале июля 1941 года 16-й ск отошёл из Прибалтики в район Полоцка, затем его вернули в расположение 11-й армии, и 17 июля корпус принял новые дивизии в районе Сольцы. Но уже вечером 22 июля М. М. Иванов под натиском противника отвёл войска корпуса на восток, чем вызвал неудовольствие командования, которое планировало 23 июля продолжить контрудар в районе Сольцы. 29 июля Военный Совет Северо-Западного фронта отстранил Иванова от командования корпусом . При этом он попал в приказ о награждении вторым орденом Красного Знамени 25 июля 1941 года за бои в Прибалтике. 
С 14 августа 1941 года Иванов был начальником штаба 51-й отдельной армии, войска которой обороняли Крым. В сентябре 1941 года они отразили попытку противника с ходу прорваться через Перекопский перешеек на Крымский полуостров. Со 2 октября армия вошла в состав Южного фронта, а с 22 октября — в подчинение Войск Крыма. С 18 октября армия вела упорные оборонительные бои с превосходящими силами противника на Ишуньских позициях и Чонгарском перешейке. Михаил Иванов руководил штабом армии, обеспечивая командующему твёрдое управление войсками в резко меняющейся обстановке.
С 10 декабря 1941 года командовал 24-й армией, находившейся в резерве войск Московской зоны обороны, а с февраля 1942 года работал заместителем начальника штаба Волховского фронта. Принимал участие в подготовке и проведении Любанской наступательной операции. С апреля 1942 года Иванов был начальником тыла и заместителем командующего по тылу 3-й резервной (преобразованная 4 июля 1942 года в 60-ю) армии, вскоре включённой в состав Воронежского фронта и ведшей оборонительные бои на левом берегу Дона севернее Воронежа. М. М. Иванов провёл большую работу по организации материально-технического обеспечения войск армии. Погиб при артобстреле 15 сентября 1942 года у посёлка Бор ныне Рамонского района Воронежской области.

## Воинские звания
- Полковник (29.11.1935).
- Комбриг (17.05.1939).
- Комдив (1.04.1940).
- Генерал-майор (04.06.1940).

## Награды
- Два ордена Красного Знамени (7.04.1940, 25.07.1941)
- Юбилейная медаль «XX лет Рабоче-Крестьянской Красной Армии» (1938)